# Drosophila submacroptera
Drosophila submacroptera este o specie de muște din genul Drosophila, familia Drosophilidae, descrisă de Patterson și Mainland în anul 1943. Conform Catalogue of Life specia Drosophila submacroptera nu are subspecii cunoscute.